# UNE-EPM/Saison 2010
Dieser Artikel listet Erfolge und Mannschaft des Radsportteams UNE-EPM in der Saison 2010 auf.

## Saison 2010

### Erfolge in der UCI Continental Tour
| Datum           | Rennen                                                   | Kat. | Sieger            |
| 14. April       | 1. Etappe Volta Ciclística Internacional de Gravataí     | 2.2  | Julián Muñoz      |
| 15. April       | 2. Etappe Volta Ciclística Internacional de Gravataí     | 2.2  | Juan Pablo Suárez |
| 14.–18. April   | Gesamtwertung Volta Ciclística Internacional de Gravataí | 2.2  | Jaime Castañeda   |
| 22. April       | 2. Etappe Tour de Santa Catarina                         | 2.2  | Stiver Ortíz      |
| 25. April       | 5. Etappe Tour de Santa Catarina                         | 2.2  | Giovanny Báez     |
| 21.–25. April   | Gesamtwertung Tour de Santa Catarina                     | 2.2  | Stiver Ortíz      |
| 2. August       | 2. Etappe Vuelta a Colombia                              | 2.2  | Jaime Castañeda   |
| 14. August      | 13. Etappe Vuelta a Colombia                             | 2.2  | Javier González   |
| 21. Oktober     | 2. Etappe Vuelta a Guatemala                             | 2.2  | Juan Pablo Suárez |
| 22. Oktober     | 3. Etappe Vuelta a Guatemala                             | 2.2  | Juan Pablo Suárez |
| 26. Oktober     | 7. Etappe Vuelta a Guatemala (EZF)                       | 2.2  | Giovanny Báez     |
| 28. Oktober     | 9. Etappe Vuelta a Guatemala                             | 2.2  | Giovanny Báez     |
| 20.–31. Oktober | Gesamtwertung Vuelta a Guatemala                         | 2.2  | Giovanny Báez     |

### Mannschaft
| Name               | Geburtstag        | Nationalität | Team 2009                              |
| ------------------ | ----------------- | ------------ | -------------------------------------- |
| Giovanny Báez      | 9. April 1981     | Kolumbien    | UNE-EPM                                |
| Eduard Beltran     | 18. Januar 1990   | Kolumbien    | Neoprofi                               |
| Jaime Castañeda    | 29. Oktober 1986  | Kolumbien    | UNE-EPM                                |
| Francisco Colorado | 13. Mai 1980      | Kolumbien    | Neoprofi                               |
| Javier González    | 13. November 1979 | Kolumbien    | UNE-EPM                                |
| Rafael Infantino   | 28. August 1984   | Kolumbien    | Amica Chips-Knauf                      |
| Jorge Martínez     | 5. November 1975  | Kolumbien    | UNE-EPM                                |
| Julián Muñoz       | 15. August 1983   | Kolumbien    | Nazionale Elettronica New Slot-Hadimec |
| Mauricio Ortega    | 22. Oktober 1980  | Kolumbien    | Neoprofi                               |
| Stiver Ortíz       | 12. August 1980   | Kolumbien    | Neoprofi                               |
| Robigzon Oyola     | 10. August 1988   | Kolumbien    | Neoprofi                               |
| Óscar Pachón       | 28. April 1987    | Kolumbien    | Neoprofi                               |
| Heiner Parra       | 9. Oktober 1991   | Kolumbien    | Neoprofi                               |
| Freddy Piamonte    | 4. Juni 1982      | Kolumbien    | UNE-EPM                                |
| Óscar Rivera       | 5. März 1989      | Kolumbien    | Neoprofi                               |
| Juan Pablo Suárez  | 30. Mai 1985      | Kolumbien    | Neoprofi                               |